# Kaducé

Kaducé med två slingrande ormar och ett vingpar.

Sigill för U.S. Public Health Service med Kaducé

Kaducé (försvenskat ord från franska caducée; av grekiska κηϱύκειον (kerykeion), 'häroldsstav'; avledning av κῆρυξ (keryx), 'härold') är en stiliserad häroldsstav, symbol för fred och sedermera även för handel och ekonomi. Kaducén, som bars av guden Hermes, var ursprungligen en dubbel olivgren prydd med kransar eller band. Banden kom att tolkas som två sammanslingrade ormar i form av en dubbelhelix och ett vingpar tillfogades ibland överst.
Hermes motsvaras i den romerska mytologin av Merkurius och staven kallas även för hermesstav eller merkuriestav.
Det är vanligt att Hermes kaducé förväxlas med guden Asklepios attribut eskulapstaven. Eskulapstaven omtvinnas endast av en orm och saknar vingar. Asklepios är läkekonstens gud. 
Kaducén används i flera organisationers märken och emblem. 